# Bennemeer
Bennemeer is een droogmakerij en buurtschap in de gemeente Medemblik, in de Nederlandse provincie Noord-Holland.
De polder Bennemeer is gelegen tussen Abbekerk, Broerdijk en Twisk in. De polder heeft een bijna ronde omsloting die overgehouden is van de inpoldering in de 17e eeuw. De polder wordt ook wel aangeduid als Polder Bennemeer of Polder de Bennemeer.
De buurtschap valt formeel onder het dorp Twisk. Vanuit Twisk begint de buurtschap als men na de Dorpsstraat overgaat in de Gangwerf die zelf overgaat in de Bennemeerweg. Soms wordt een deel van Gangwerf bij de buurtschap gerekend maar meestal juist bij Twisk. Tot in de 19e eeuw was Bennemeer een zelfstandig gehucht dat wel onder Twisk viel, later zou het meer onderdeel worden van het lintdorp en verwerd het tot een buurtschap. Van 1979 tot 2007 behoorde het tot de gemeente Noorder-Koggenland, waarin de gemeente Twisk was opgegaan.
Bennemeer is onder meer bekend van de schaatstocht Bennemeer Rondetocht, vanwege het feit dat men een echt rondje moet schaatsen. De start en finish van de schaatstocht is gelegen bij de snelweg A7.
Stad: Medemblik

Dorpen: Abbekerk · Andijk · Benningbroek · Hauwert · Lambertschaag · Midwoud · Nibbixwoud · Onderdijk · Oostwoud · Opperdoes · Sijbekarspel · Twisk · Wadway (deels) · Wervershoof · Wognum · Zwaagdijk (Zwaagdijk-Oost en Zwaagdijk-West)

Buurtschappen: Bangert · Bennemeer · Broerdijk · De Buurt · Het Hoogeland · Kerkbuurt · Koppershorn · Lekermeer · Munnikij · 't Slot · Veldhuis · Het Westeinde · Wijzend · Zomerdijk

Noord-Holland: Steden en dorpen in Noord-Holland      Nederland: Provincies · Gemeenten